# Министерство социальной защиты и труда Литвы
Министерство социального обеспечения и труда Литвы является правительственным ведомством Литовской Республики. Его деятельность уполномочена конституцией Литовской Республики, указами президента и премьер-министра и законами, принятыми Сеймом (парламентом). Его миссия заключается в реализации государственного социального обеспечения и управленческих функций в области труда, в реализации государственной политики в этих областях. 